# Italiaans windhondje
Het Italiaans windhondje is een hondenras dat zijn naam dankt aan zijn populariteit tijdens de Italiaanse renaissance. Het kleine windhondje uit Italië, dat zijn weg vond naar de Europese vorstenhuizen, is echter niet afkomstig uit Italië, maar wellicht uit een regio tussen Turkije en Egypte. Het is een jachthond (zichtjager), die onder meer gebruikt werd bij de jacht op klein wild, maar bovenal was dit misschien de eerste gezelschapshond. De aanwezigheid in Pompeï en Egyptische graven lijken dit te bevestigen.

## Uiterlijk + snelheid
Een volwassen Italiaanse Windhond heeft een schouderhoogte van 32 tot 38 centimeter, verschil tussen reu en teef is er vrijwel niet. Het gewicht kan variëren tussen de 3 en 5 kilogram, ook is zwaarder (tot circa 7 kg) niet uitgesloten (zeker voor de wat grotere Italiaanse Windhond). Een Italiaanse Windhond van 3kg is echter meer een zeldzaamheid dan een vaak voorkomend gewicht.
De kleuren die vaak worden gezien zijn eenkleurig isabel, blauw (leigrijs) en zwart. Een leisteenkleurige vacht met witte borst en voetjes komt ook voor.
Buiten de FCI - gebieden is echter wit over het hele lichaam toegestaan zoals witte sokken, witte nek en/of hals, wit staarteinde of zelfs wit met blauwe -, isabelkleurige of zwarte vlekken, gekend onder de naam 'pied'. Ook is een Italiaanse windhond gemaakt om hard te rennen. Hij kan tot 40km/u lopen.

## Aard
Het Italiaans windhondje is een vrolijke en zeer intelligente hond. In vergelijking met andere windhonden bezit hij veel temperament en hij wordt af en toe bij hondenrennen ingezet.
Het is geen hond voor iedereen, omdat ze eigenwijs zijn, tamelijk moeilijk zindelijk te krijgen en veel aandacht nodig hebben. Ze zijn altijd aanwezig, lopen graag overal achter je aan en zijn echte gezelschapshonden.
Afghaanse windhond ·
Azawakh ·
Barzoi ·
Chart polski ·
Deerhound ·
Galgo español ·
Greyhound ·
Hongaarse windhond ·
Ierse wolfshond ·
Italiaans windhondje ·
Saloeki ·
Sloughi ·
Whippet